# Walter Reimann
Wilhelm Albert Walter Reimann (* 2. Juni 1887 in Berlin; † 8. November 1936 ebenda) war ein deutscher Maler, Filmarchitekt und Drehbuchautor.

## Leben

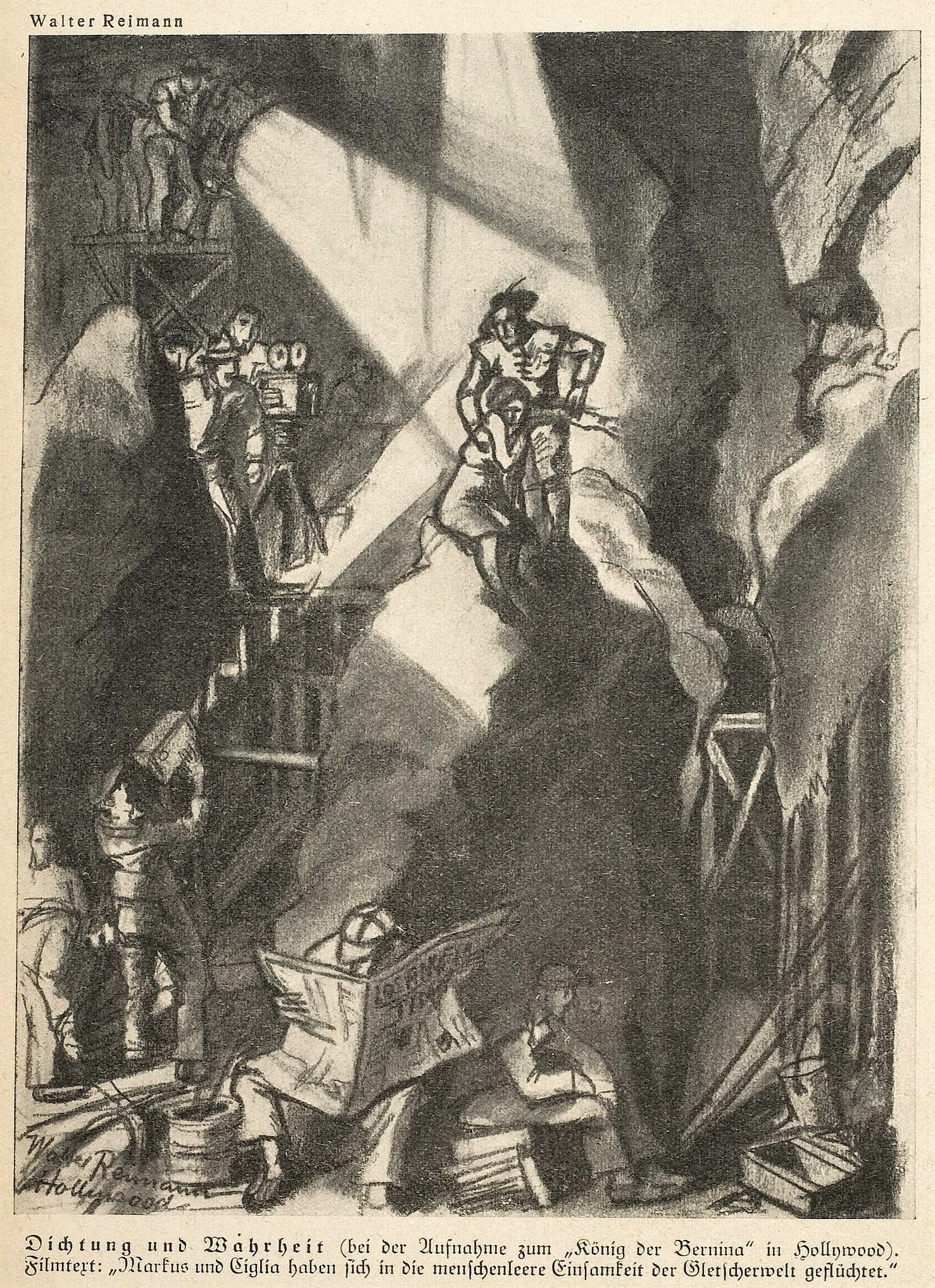
Karikatur von Walter Reimann zu den Dreharbeiten von Der König der Bernina

Reimann war „einer der führenden Raumgestalter des heimischen Stummfilms und Mitbegründer des filmischen Expressionismus“. Er begann seine künstlerische Laufbahn mit nicht ganz 15 Jahren im März 1902 mit einer Lehre als Dekorationsmaler. Nebenbei besuchte er von 1902 bis 1906 in Berlin die Unterrichtsanstalt des Kunstgewerbemuseums, anschließend (bis 1914) wirkte Reimann als Bühnenausstatter. Ein weiteres Tätigkeitsfeld Reimanns wurde die Malerei; hier spezialisierte er sich auf Portrait- und Landschaftsmalerei. Zeitweilig, von 1912 bis 1914, arbeitete er als Bühnenbildner an der Königlichen Oper Stockholms, aber auch als Ausstatter am Deutschen Schauspielhaus in Hamburg sowie als Illustrator für die Tagespresse. Von 1914 bis 1916 diente Walter Reimann als Soldat im Ersten Weltkrieg. Kurz vor Kriegsende 1918 ging Reimann für einige Monate als Theatermaler ans Fronttheater in Wilna, dem heute litauischen Vilnius.
Als Mitglied der expressionistischen Künstlerpublikation Der Sturm fühlte sich Walter Reimann schon frühzeitig neuen, avantgardistischen Wegen in der Kunst verpflichtet. Im Frühjahr 1919 konnte Reimann von dem Filmarchitekten Hermann Warm, den er in Wilna kennengelernt hatte, für das Kino gewonnen werden. Reimann designte als einer von drei Szenenbildnern (als Partner Warms, mit Walter Röhrig als ausführender Architekt) die Dekorationen zu dem expressionistischen Meisterwerk Das Cabinet des Dr. Caligari und entwarf auch die Kostüme der Darsteller. Anschließend beteiligte sich der Berliner nur noch selten an herausragenden Filmen, allenfalls seine Bauten zu Berthold Viertels experimentellem Werk Die Abenteuer eines Zehnmarkscheines und zu Henrik Galeens Alraune-Remake verdienen Beachtung. Im Dezember 1922 hatte er gemeinsam mit dem Kaufmann Dr. Arthur Koenig mit der Rewa-Film GmbH (1922–1925) eine eigene Filmfirma gegründet.
1928 wurde Walter Reimann von Ernst Lubitsch nach Hollywood geholt, um die Bauten und die Kostüme zu dem alpinen Drama Der König der Bernina zu entwerfen. Seit Anbruch des Tonfilmzeitalters befand sich Reimanns filmische Bedeutung im steilen Sinkflug. Von einigen wenigen aufwendigeren Filmen abgesehen (Rasputin, Theodor Körner, Unheimliche Geschichten) erhielt er kaum mehr lohnende Aufträge. 1933 kreierte Reimann die Filmkulissen zu Thea von Harbous einzigen Inszenierungen Elisabeth und der Narr und Hanneles Himmelfahrt, zum erstgenannten Film verfasste Reimann auch das Drehbuch.
2017 würdigte die US-amerikanische Art Directors Guild, die Standesvertretung amerikanischer Filmarchitekten, die szenenbildnerischen Leistungen ihres deutschen Kollegen mit einer speziellen Veranstaltung im Grauman’s Egyptian Theatre in Hollywood. Walter Reimanns künstlerischer Nachlass liegt im Deutschen Filmmuseum in Frankfurt am Main, dort war vom 05.11.1997–18.01.1998 die Ausstellung HUNTE. POELZIG. REIMANN zu sehen.

## Filmografie (Auswahl)
- 1919: Die Pest in Florenz – Bauten
- 1919: Das Cabinet des Dr. Caligari, Regie: Robert Wiene – Kostüme, Bauten
- 1920: Der Menschheit Anwalt – Bauten
- 1920: Algol, Regie: Hans Werckmeister – Bauten
- 1922: Vanina – Bauten
- 1922: Herzog Ferrantes Ende – Bauten und Kostüme
- 1922: Der falsche Dimitry – Bauten, Ausstattung und dekorative Einrichtungen
- 1923: Nora – Bauten
- 1923: Die grüne Manuela – Bauten
- 1923: S.O.S. Die Insel der Tränen – Bauten
- 1924: Die Perücke – Bauten
- 1925: Der Hahn im Korb – Bauten
- 1925: Der Ritt in die Sonne – Bauten
- 1925: Die Insel der Träume – Bauten
- 1926: Die Abenteuer eines Zehnmarkscheines – Bauten
- 1927: Der letzte Walzer – Bauten
- 1927: Alraune – Bauten
- 1929: Der König der Bernina (Eternal Love) – Bauten
- 1929: Polizeispionin 77
- 1929: Die Frau ohne Nerven
- 1930: Zapfenstreich am Rhein
- 1931: Dreyfus (brit. Version)
- 1932: Rasputin – Bauten
- 1932: Theodor Körner – Bauten
- 1932: Unheimliche Geschichten – Bauten
- 1933: Elisabeth und der Narr – Drehbuch
- 1933: Maid Happy – Bauten
- 1934: Hanneles Himmelfahrt – Bauten
- 1934: Alte Kameraden – Bauten
- 1936: Das Mädchen Irene – Bauten